# Oranje borstelmot
De oranje borstelmot (Epermenia falciformis) is een vlinder uit de familie borstelmotten (Epermeniidae). De wetenschappelijke naam is voor het eerst geldig gepubliceerd in 1828 door Haworth.
De soort komt voor in Europa.